# Балгони (Саскачеван)
Балгони (енгл. Balgonie) је насеље са статусом варошице у југоисточном делу канадске провинције Саскачеван. Насеље се налази на око 24 км источно од административног центра провинције града Реџајне са којом је директно повезан трансканадским аутопутем.
Најпознатији становник Балгонија је био иноватор Виљем Валас Гибсон (1876—1965), први канадски конструктор авиона. Гибсон, познат и као Балгонијски човек птица је почетком прошлог века конструисао четвороцилиндрични мотор за авионе који је јавно (и успешно) тестиран у Викторији 1910. године.

## Историја
Прва композиција Канадске пацифичке железнице прошла је кроз овај део провинције 1882, а већ следеће године на локалитету данашњег насеља отворена је и пошта која је добила име по замку Балгони у Шкотској. Прва школа у насељу је отворена 1891. Насеље је 1903. административно уређено као село, а од 1907. је у рангу варошице. Након завршетка радова на трансканадском аутопуту током 50их година прошлог века дошло је и до интензивнијег привредног напретка овог краја.

## Демографија
Према резултатима пописа становништва из 2011. у варошици је живело 1.625 становника у укупно 575 домаћинстава, што је за 17,4% више у односу на 1.384 житеља колико је регистровано 
приликом пописа 2006. године.
| 2006. | 2011. |
| ----- | ----- |
| 1.384 | 1.625 |

## Привреда
Балгони се развио као центар интензивне ратарске производње, посебно узгоја житарица. Данас Балгони представља предграђе града Реџајне у ком ради већина популације.